# Justin Chon
Justin Jitae Chon, ameriški filmski igralec korejskega porekla, *29. maj 1981.

## Kariera
Justin Chon je kariero začel leta 2005, ko je igral v filmih Taki & Luci in Jack & Bobby.
Leto kasneje igra poleg Brende Song v filmu Wendy Wu: Homecoming Warrior in v filmih Puff, Puff, Pass, The O.C. in Fleetwood.
Leta 2007 se pojavi v filmu Zoom!, poleg tega pa začne snemati serijo Just Jordan, ki jo je končal leta 2008.
Leta 2008 ga vidimo v filmu Somrak, kjer igra Erica Yorkieja in s tem pritegne pozornost.
Leta 2009 se pokaže v filmih Crossing Over, Ball's Out: The Gary Houseman Story in Mlada luna, nadaljevanju Somraka.

## Osebno življenje
Justin Chon izvirno prihaja iz Koreje in njegov oče je bil svoj čas igralec v Južni Koreji.

## Filmografija
| Leto      | Naslov                              | Vloga          | Opombe            |
| --------- | ----------------------------------- | -------------- | ----------------- |
| 2005      | Taki & Luci                         | Drug Buyer     |                   |
| 2005      | Jack & Bobby                        | Greek Chorus   | TV                |
| 2006      | Wendy Wu: Homecoming Warrior        | Peter Wu       |                   |
| 2006      | Puff, Puff, Pass                    | Bobbi          |                   |
| 2006      | The O.C.                            | Big Korea      | TV                |
| 2006      | Fleetwood                           | Rong           |                   |
| 2007      | Zoom!                               | Chester Lopman |                   |
| 2007–2008 | Just Jordan                         | Tony Lee       | TV                |
| 2008      | Somrak                              | Eric Yorkie    |                   |
| 2009      | Ball's Out: The Gary Houseman Story | Joe Chang      |                   |
| 2009      | Crossing Over                       | Yong Kim       |                   |
| 2009      | Mlada luna                          | Eric Yorkie    | v post-produkciji |
| 2010      | Mrk                                 | Eric Yorkie    | končano           |